# Maison aux 2-4, rue des Blés à Guebwiller
La maison aux 2-4, rue des Blés est un monument historique situé à Guebwiller, dans le département français du Haut-Rhin.

## Localisation
Ce bâtiment est situé aux 2-4, rue des Blés à Guebwiller.

## Historique
L'édifice fait l'objet d'une inscription au titre des monuments historiques depuis 2011.

## Architecture

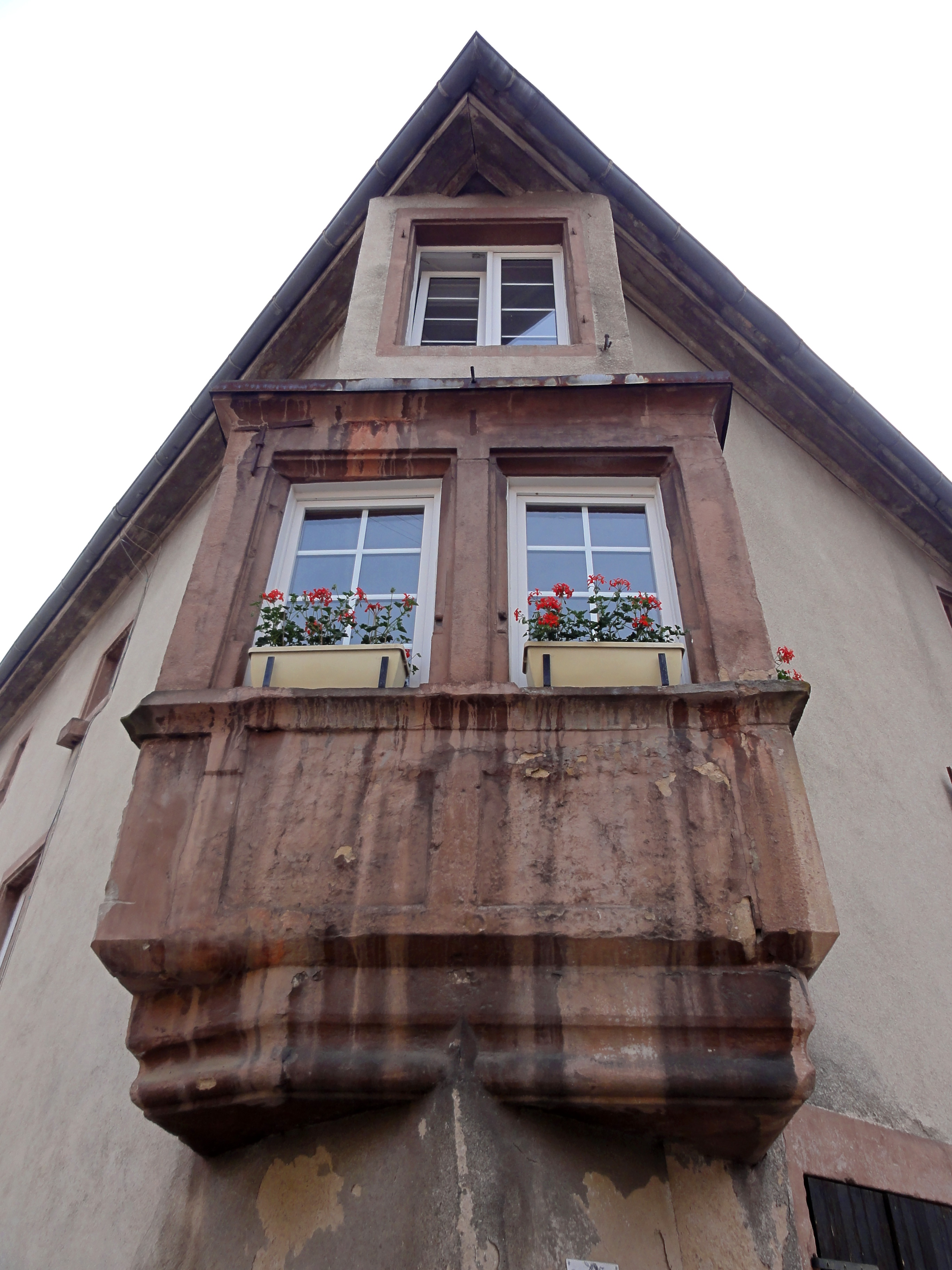
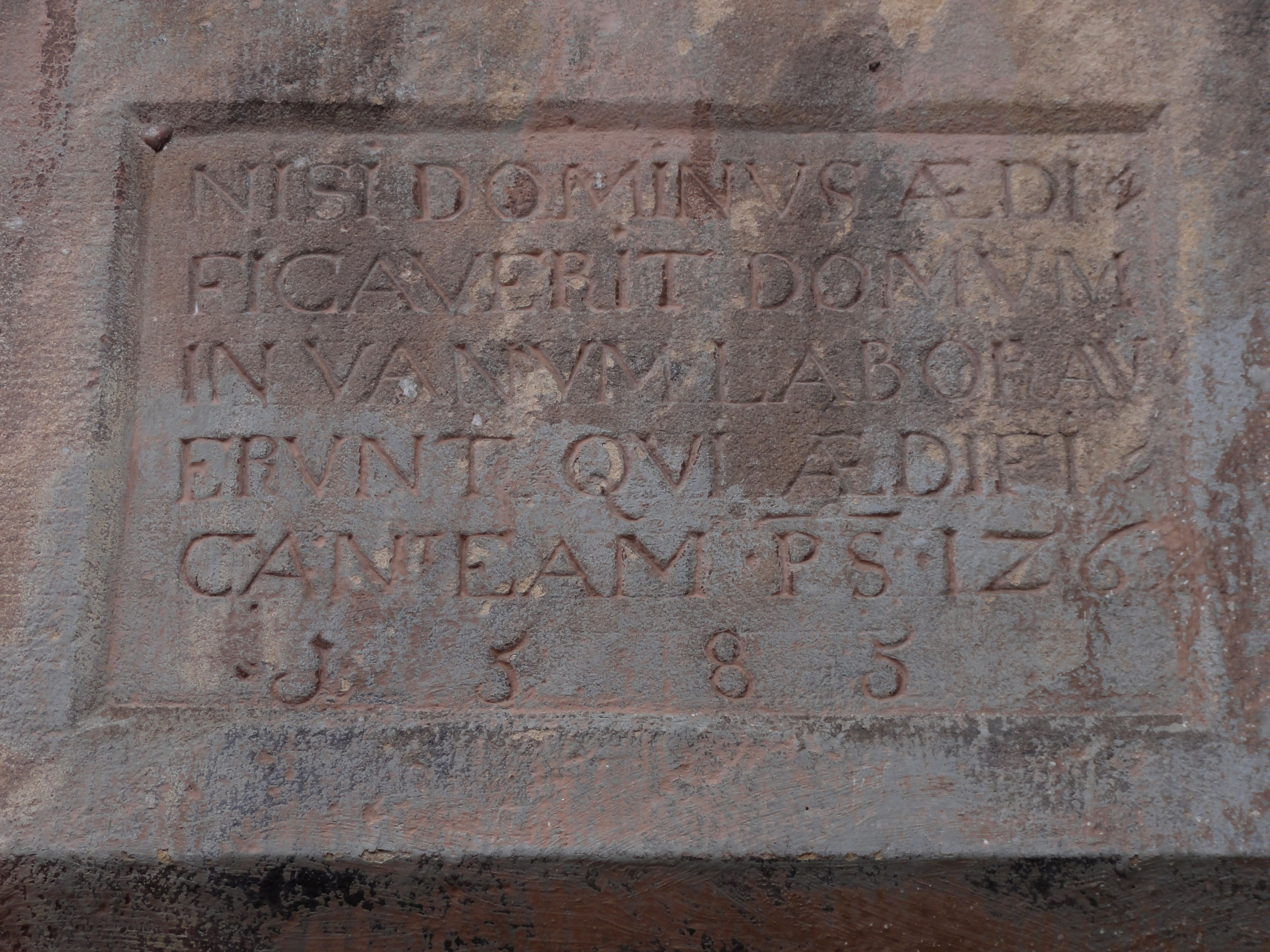
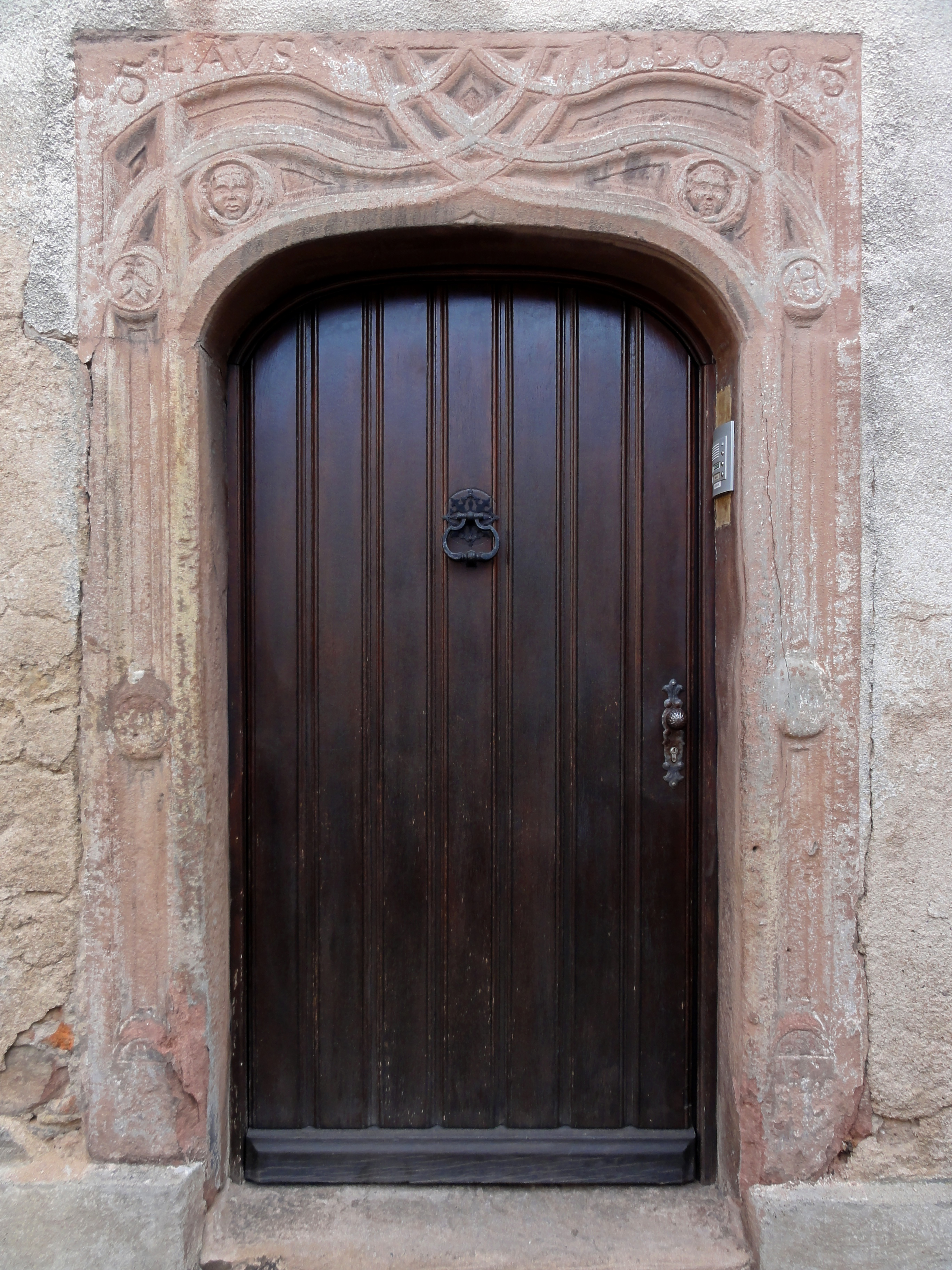